# Anushtigin
Anushtigin Gharchai, scritto anche Anush-Tegin (in persiano نوشتکین غرچه‎, Anūštigin Ḡaṛčaʾī) (... – 1097), fu un comandante di schiavi (in arabo ghilman) e poi governatore dell'impero selgiuchide, rimasto al potere dal 1077 al 1097, anno della sua morte.
In vita amministrò anche la Corasmia e fu il primo membro della sua famiglia ad avere un ruolo nella storia di quella regione storica e della sua dinastia, la quale avrebbe governato la provincia nel XII e all'inizio del XIII secolo.

## Nome
Anushtegin è una combinazione del termine iraniano nush/anush ("imperituro", "nato da un genitore imperituro") e della parola turca tegin ("principe"), che significa invece "principe nato immortale".

## Biografia

Mappa della Corasmia

Anushtigin, un turco del Gharchistan (da cui il cognome "Gharchai"), nacque e visse parte della sua vita come schiavo, finendo poi venduto all'ufficiale dell'selgiuchide Gumushtegin Bilge-Beg. Anushtegin compare per la prima volta nei documenti nel 1073, quando lui e Gumushtegin Bilge-Beg furono inviati dal sultano selgiuchide Malik Shah I (al potere dal 1072 al 1092) a riconquistare il territorio del Khorasan settentrionale sottratto al sovrano ghaznavide Ibrahim (al potere dal 1059 al 1099). Essi riuscirono a sconfiggere quest'ultimo e rasero al suolo una località di frontiera selgiuchide-ghaznavide chiamata Sakalkand. Anushtegin servì come tashtdar (custode dei lavatoi reali) dei Selgiuchidi e, poiché le entrate della provincia dell'Asia Centrale della Corasmia servivano a pagare le spese sostenute per questa posizione, fu nominato governatore della provincia, nel 1077 circa. Anushtegin portava il titolo di shihna (governatore militare) della Corasmia, oltre al titolo tradizionale di Khwarazmshah, cioè scià della Corasmia.
Dalla sconfitta dello Stato degli Yagbu Oghuz del capo Shah Malik nel 1042, la Corasmia rimase governata da rappresentanti dell'impero selgiuchide. La provincia avrebbe giocato un ruolo minore nella storia dell'Islam orientale per i decenni successivi. I sultani selgiuchidi affidarono deliberatamente il governo della Corasmia a soldati-schiavi turchi (in arabo ghilman) piuttosto che a principi selgiuchidi, con l'eccezione di Arslan Arghun, che governò la provincia durante il regno di suo fratello Alp Arslan (al potere dal 1063 al 1072) e all'inizio del mandato di Malik-Shah I. In termini geografici, la Corasmia era una penisola che confinava con le steppe turche, e di conseguenza appariva soggetto all'influenza politica e linguistica dei loro vicini. Durante questo periodo, la popolazione locale iraniana in Corasmia finì gradualmente assimilata dai turchi. Tuttavia, durante il periodo selgiuchide, la lingua corasmia, assai simile a quella sogdiana e in misura minore all'osseto, era comunemente parlata e anche riportata in forma scritta.
I dettagli del mandato di Anushtegin come governatore non sono chiari, ma egli morì nel 1097 e la carica andò brevemente affidata a Ekinchi prima di passare a suo figlio, Muhammad I, la cui ascesa coincise con l'inizio della quarta e più importante dinastia regnante dell'impero corasmio (attiva dal 1097 al 1231). Questo nuovo impero riuscì a imporsi come principale potenza del mondo islamico orientale fino alle conquiste dei mongoli.

### Esplicative
1. ↑  Kafesoğlu ritiene che Anushtigin fosse di origine khalaj o chigil, mentre lo storico baschiro Zeki Velidi Togan afferma che fosse di origine kipčaka, qanghli o uigura: Bosworth (1986).

### Bibliografiche
1. ↑  Bosworth (1977), pp. 153-154.
2. 1 2 3 4 5 6  Bosworth (1986).
3. ↑  Bosworth (1977), pp. 52-53.
4. ↑  Bosworth (2008).
5. ↑  Bosworth (1968), pp. 52, 140-141.
6. ↑  Bosworth (1968), p. 141.
7. ↑  Bosworth (1978), p. 1067.